# Лузское городское поселение
Лузское городское поселение — упразднённое муниципальное образование в составе Лузского района Кировской области России.
Столица — город Луза.

## История
Лузское городское поселение образовано 1 января 2006 года согласно Закону Кировской области от 07.12.2004 № 284-ЗО.
Законом Кировской области от 30 апреля 2009 года № 369-ЗО в состав поселения были включены населённые пункты упразднённого Куликовского сельского поселения.
Законом Кировской области от 28 апреля 2012 года № 141-ЗО в состав поселения включено Христофоровское сельское поселение в составе единственного посёлка Христофорова.
К 2021 году упразднено в связи с преобразованием муниципального района в муниципальный округ.

## Население
| 2009    | 2010    | 2011    | 2012    | 2013    | 2014    | 2015    |
| ------- | ------- | ------- | ------- | ------- | ------- | ------- |
| 11 095  | ↗12 283 | ↘11 218 | ↗11 962 | ↗12 088 | ↘11 878 | ↘11 663 |
| 2016    | 2017    | 2018    | 2019    | 2020    | 2021    |         |
| ↘11 547 | ↘11 414 | ↘11 245 | ↘10 967 | ↘10 743 | ↘9881   |         |

## Населенные пункты
В поселение входит 37 населённых пунктов (население, 2010):
| - город Луза — 11260 чел.; - деревня Антюшевская — 6 чел.; - деревня Барминская — 1 чел.; - деревня Березино — 0 чел.; - деревня Большое Заборье — 5 чел.; - деревня Васильева Горка — 2 чел.; - деревня Верхнее Липово — 16 чел.; - деревня Демидовская — 0 чел.; - деревня Емельяновская — 0 чел.; - деревня Ершово — 3 чел.; - деревня Ершовская Запань — 1 чел.; - деревня Ефаново — 171 чел.; - разъезд Макуха — 0 чел.; | - деревня Загарье — 6 чел.; - деревня Ивашево — 9 чел.; - деревня Игнатьевская — 0 чел.; - деревня Каравайково — 160 чел.; - деревня Клобуково — 7 чел.; - деревня Копылово — 14 чел.; - деревня Кузнецово — 53 чел.; - деревня Куликово — 195 чел.; - деревня Лычаково — 20 чел.; - деревня Малое Заборье — 0 чел.; - деревня Матвевская — 7 чел.; - деревня Огорельцево — 0 чел.; | - деревня Озерская — 208 чел.; - деревня Осинова Слободка — 0 чел.; - деревня Першино — 0 чел.; - деревня Пловская — 2 чел.; - деревня Родионова Гора — 0 чел.; - деревня Соколино — 125 чел.; - деревня Старомонастырская — 0 чел.; - деревня Субботино — 1 чел.; - деревня Турино — 0 чел.; - деревня Турково — 11 чел.; - деревня Чируховская — 0 чел.; - посёлок Христофорово — 412 чел. |